# Castello Stella
Il castello Stella è una residenza di caccia rinascimentale situata nell'ex Riserva di caccia imperiale (oggi Parco Hvězda) a Praga, non lontano dal luogo chiamato Montagna Bianca, dove ebbe luogo la famosa Battaglia della Montagna Bianca.

## Storia
Fu commissionato dall'arciduca Ferdinando II d'Austria nella metà del XVI secolo agli architetti italiani Giovanni Maria Aostalli e Giovanni Lucchese, poi agli architetti Hans Tirol e Bonifác Wohlmut e completato tra il 1541 e il 1563. La pianta del padiglione, unica nella sua forma a stella a sei punte, è una rappresentazione della concezione dell'epoca del cosmo.

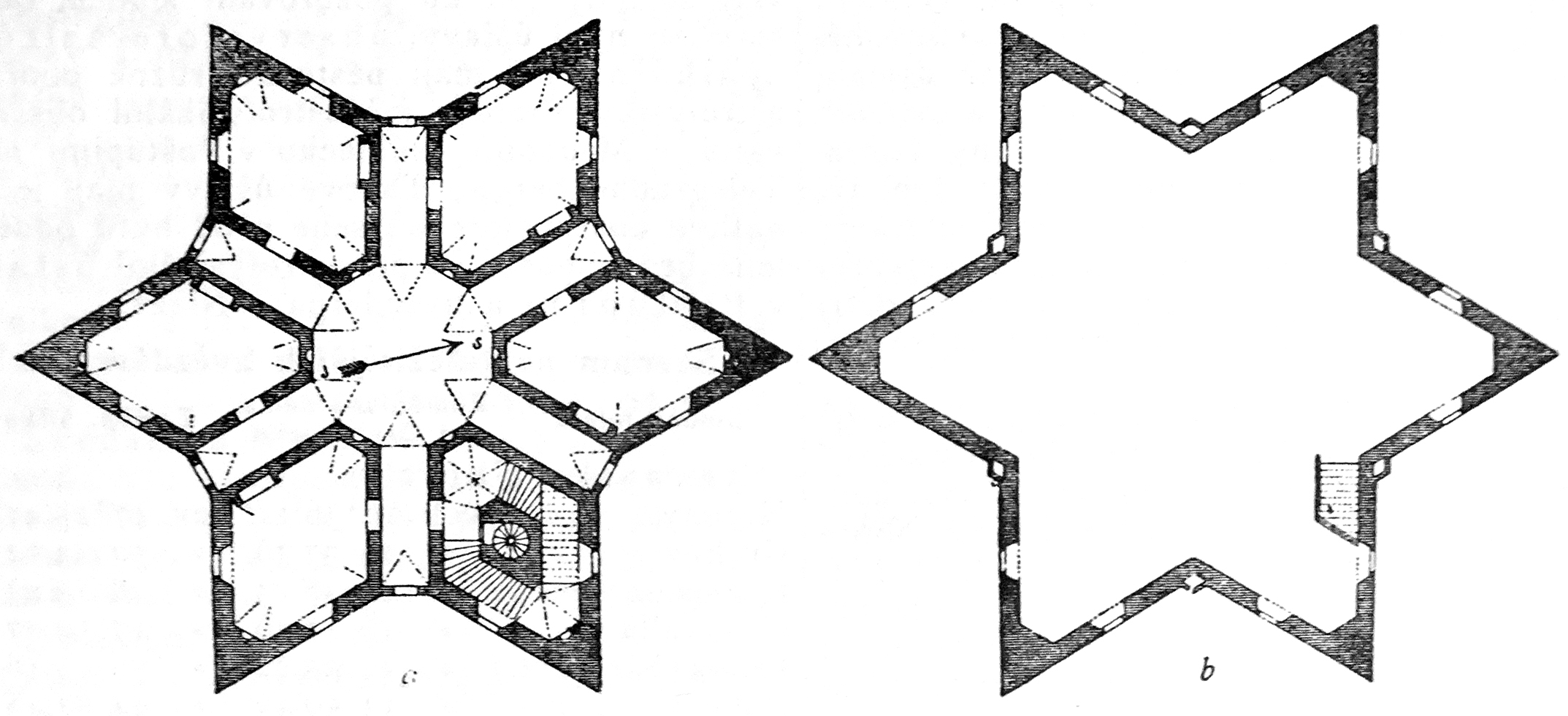
Pianta del castello

All'interno, riccamente decorato a stucco, vi è allestita una mostra permanente sulla sua costruzione.
Il padiglione è classificato monumento storico dal 1962.